# Ralf Drecoll
Ralf Drecoll (* 29. September 1944 in Buxtehude; † 23. September 2012) war ein deutscher Leichtathlet, der für die gesamtdeutsche Mannschaft startend bei den Olympischen Sommerspielen 1964 in Tokio den sechsten Platz im Hochsprung erreichte. 1967 stellte er mit 2,15 Metern bei einem Wettkampf in Göttingen einen deutschen Rekord auf. Drecoll startete für den Hamburger SV.